# 裴诹之
裴諏之（？—6世紀），字士正，河东郡闻喜县（今山西省运城市闻喜县）人，出自河东裴氏定著五房之一的西眷裴，北魏及西魏官员。
裴諏之的父親裴佗曾任北魏的中軍將軍。他年少喜歡儒學，釋褐試中考授太學博士，曾經在常景處借書百卷，十多天以後就歸還。常景懷疑他不懂得內容，就著每卷設問，但裴諏之都能一一應答。常景慨嘆：「應奉能一次看五行文字，禰衡一看就能記住書本內容，今天都能在裴諏之身上看到啊。」楊愔全家改葬，拜托他一次過寫作十多篇墓誌，文辭都優美。裴諏之和兄長裴讓之、皇甫和及其弟弟皇甫亮在洛下知名，當時的人說：「諏勝於讓，和不如亮。」司空高乾寫信給他：「想要委屈你出任戶曹參軍。」裴諏之答复不擔任。元欣開大司馬府，征召為裴諏之記室。东魏迁都鄴城，裴諏之留在河南。西魏將領獨孤信進入金墉城，当时洛阳已经荒废，没有什么人物，只有柳虯在阳城，裴诹之在颍川，独孤信把他们征召来，任命柳虯担任行台郎中，裴诹之担任都督府属，都掌管文书，当时的人说：“北府裴诹，南省柳虯。”獨孤信兵敗，他在南山居住，東魏洛州刺史王元軌授與他中從事官職，但西魏軍隊忽然到達，随即退後，於是裴諏之西魏。宇文泰任命他為大行臺倉曹郎中，去世後贈徐州刺史。

## 引用
1. 1 2  《北齊書·卷三五·補列傳第二七》：（裴）諏之，字士正，少好儒學，釋褐太學博士。嘗從常景借書百卷，十許日便返。景疑其不能讀，每卷策問，應答無遺。景嘆曰：「應奉五行俱下，禰衡一覽便記，今復見之於裴生矣。」
2. 1 2  《北史·卷三十八·列傳第二十六》：裴佗，字元化，河東聞喜人也。……子讓之。……讓之次弟諏之，字士正。少好儒學，釋褐太學博士。嘗從常景借書百卷，十許日便返。景疑其不能讀，每卷策問，應答無遺。景歎曰：「應奉五行俱下，禰衡一覽便記，今復見之于裴生矣。」
3. ↑  《北齊書·卷三五·補列傳第二七》：楊愔闔門改葬，托諏之頓作十餘墓誌，文皆可觀。讓之、諏之及皇甫和弟亮並知名於洛下，時人語曰：「諏勝於讓，和不如亮。」司空高乾致書曰：「相屈為戶曹參軍。」諏之復書不受署。
4. ↑  《北史·卷三十八·列傳第二十六》：楊愔闔門改葬，托諏之頓作十餘墓誌，文皆可觀。讓之、諏之及皇甫和、和弟亮，並知名於洛下。時人語曰：「諏勝於讓，和不如亮。」司空高乾致書曰：「相屈為戶曹參軍。」諏之復書不受署。
5. ↑  《周书·卷三十八·列传第三十》：大统三年，冯翊王元季海、领军独孤信镇洛阳。于时旧京荒废，人物罕极，唯有虯在阳城，裴诹在颍川。信等乃俱徵之，以虯为行台郎中，诹为都督府属，并掌文翰。时人为之语曰：“北府裴诹，南省柳虯。”
6. ↑  《北史·卷六十四·列传第五十二》：大统三年，冯翊王元季海、领军独孤信镇洛阳。于时旧京荒废，人物罕存，唯有虯在阳城，裴诹在颍川。信等乃俱徵之，以虯为行台郎中，诹为北府属，并掌文翰。时人为之语曰：“北府裴诹，南府柳虯。”
7. ↑  《北齊書·卷三五·補列傳第二七》：沛王開大司馬府，辟為記室。遷鄴後，諏之留在河南，西魏領軍獨孤信入據金墉，以諏之為開府屬，號曰「洛陽遺彥。」信敗，諏之居南山，洛州刺史王元軌召為中從事。西師忽至，尋退，遂隨西師入關。周文帝以為大行臺倉曹郎中，卒。贈徐州刺史。
8. ↑  《北史·卷三十八·列傳第二十六》：沛王開大司馬府，辟為記室。遷鄴後，諏之留在河南。西魏領軍獨孤信入據金墉，以諏之為開府屬，號曰「洛陽遺彥」。信敗，諏之居南山，洛州刺史王元軌召為中從事。西師忽至，尋退，遂隨西師入關。周文帝以為大行台倉曹郎中。卒，贈徐州刺史。